# 新斯科細亞省旗
新斯科細亞省旗是加拿大新斯科細亞省的官方旗幟，比例為1:2，系以該省省徽為基礎設計。其圖案受到了蘇格蘭國旗的影響，同樣為聖安德魯十字圖案，但蘇格蘭國旗是藍底白十字，而新斯科細亞省旗則是白底藍十字。旗幟中央帶有一面金色盾牌，周邊被一道帶有百合花飾的紅色雙重襯線所包圍，在其之内有一頭紅獅子以後腳直立，即蘇格蘭盾徽。這面旗幟的設計元素體現新斯科細亞作為蘇格蘭王國殖民地的歷史。

## 歷史
新斯科細亞約於1625年獲頒發盾徽，但往後逾二百年間沒有確實的文獻顯示該盾徽的設計被製成旗幟並作代表新斯科細亞之用。這面紋章旗幟首次被使用的記錄來自1858年6月12日出版的《阿卡迪亞紀事報》（Acadian Recorder）；該報當日報道當地一個木球會獲贈該旗幟。新斯科細亞於1867年成為加拿大聯邦其中一省後，於1868年5月26日獲英國紋章院頒發另一面盾徽，但沒有證據顯示該盾徽的設計被製成代表該省的旗幟。在新斯科細亞省政府的請求下，英皇喬治五世於1929年1月19日頒令廢除於1868年頒發的盾徽，並正式確認原有於1625年頒發的盾徽為新斯科細亞的省徽。省政府此後使用以該盾徽設計為本的紋章旗幟為該省省旗，但該面旗幟一直未獲賦予任何法律地位。
到了2010年代，該省一名11歲女童為家課進行資料搜集時發現省旗沒有任何法律地位，並就此聯絡代表其選區的省議員布德羅（Jim Boudreau）。在省議會資料庫職員協助下，布德羅確認這面旗幟一直未正式定為省旗，並於2013年5月在省議會提出私人草案確立這面旗幟的地位。議案獲三讀通過並於同年5月10日獲御准，該面旗幟遂在法律上正式成為省旗。
省旗和省徽的設計於2007年7月20日列入加拿大紋章局的紋章及旗幟名冊內。

## 其他用途

新斯科細亞101號省道的路盾

新斯科細亞省級公路網絡中的100系列公路路盾上方顯示新斯科細亞省旗的圖案。

## 外部連結
- 维基共享资源上的相關多媒體資源：新斯科細亞省旗